# Klimakemp
Klimakemp (případně Klimacamp, Climate Action Camp a podobně) je několikadenní akce se zaměřením na problematiku změny klimatu, klimatické spravedlnosti a nutnosti ukončení využívání fosilních zdrojů energie. Typickým formátem je skutečný tábor se společnými stany a základní infrastrukturou, která slouží jako zázemí pro různé typy vzdělávacích a dalších aktivit. V některých případech je také na konání klimakempů navázána nějaká forma protestní akce, často ve formě nenásilné přímé akce. Události tohoto typu se odehrávají v mnoha zemích celého světa. Od roku 2017 se pod záštitou hnutí Limity jsme my uskutečňují klimakempy také v České republice.

## České klimakempy
V českém kontextu se akce odehrává pod názvem Klimakemp a je spojená především s poukazováním na nutnost ukončení těžby uhlí. Organizuje ji hnutí Limity jsme my. Její první ročník se odehrál v roce 2017 v Horním Jiřetíně, druhý v Louce u Litvínova, třetí ve Veltrubech u Kolína a čtvrtý v Okoříně u Chomutova. V souvislosti s konáním kempů došlo také několikrát k uskutečnění nenásilné přímé akce některými z návštěvníků kempu, jejímž cílem byly různé součásti uhelné infrastruktury. Tyto přímé akce měly podobnou formu jako akce dalších uskupení s podobným zaměřením jako je především Ende Gelände.

### Klimakemp 2017
První ročník akce se odehrál 21. až 26. června 2017 ve městě Horní Jiřetín v severních Čechách. Během samotného kempu na místě probíhaly přednášky, workshopy, koncerty a další program. Vyvrcholením kempu byl v sobotu protestní pochod z místa konání kempu na hranu lomu ČSA. Po ukončení této oficiální akce se zhruba 150 účastníků pochodu rozhodlo vydat zablokovat nedaleký Lom Bílina v rámci občanské neposlušnosti. O Klimakempu i následném obsazení dolu Bílina referovala regionální i celorepublikově působící média a vzniklo i několik kratších dokumentárních filmů, které Klimakemp i následnou akci přibližují.

### Klimakemp 2018
Druhý ročník akce se odehrál v termínu 27. června až 1. července 2018 v obci Louka u Litvínova. Součástí oficiálního programu byly opět diskuze, přednášky, workshopy a další aktivity. V rámci legálního pochodu po hraně dolu Bílina se část účastníků pochodu pokusila vniknout do dolu a byli v různých částech dolu zajištěni policií, zatímco zbytek pochodu pokračoval až do svého cíle. Několik lidí ve stejné době obsadilo také rypadlo v tomtéž dole, kde vytrvali několik hodin a na 12 hodin tak přerušili těžbu. Policie celkem zajistila 280 lidí.

### Klimakemp 2019
Třetí ročník akce se odehrál v termínu 27. června až 9. července 2019 u obce Veltruby u Kolína. Na rozdíl od předcházejících let se neodehrál v Mostecké uhelné pánvi, ale v blízkosti uhelné elektrárny Chvaletice na Pardubicku a Kolínsku. Ta byla v době konání Klimakempu v centru pozornosti především díky projednávání žádostí o výjimky z emisních limitů, která byla schválena Krajským úřadem Pardubického kraje, nicméně zůstávala předmětem dalších sporů. Samotný Klimakemp měl opět obdobný průběh jako předcházející ročníky spočívající ve workshopech a besedách. V návaznosti na ohlášený pochod procházející podél elektrárny se část účastníků oddělila a začala s nenásilnou blokádou některých z vjezdů do elektrárny.

### Klimakemp 2020
Čtvrtý ročník akce se kvůli probíhající pandemii covidu-19 odehrál v minimalizované zkrácené podoby pod názvem Akční dny ve dnech 3. až 6. září 2020 u obce Strupčice v místní části Okořín v severních Čechách. To představuje změnu oproti původně naplánovanému místu v obci Staňkovice, kde zřejmě v souvislosti s intervence místní Policie ČR došlo k odmítnutí původně domluveného pronájmu pozemku. Akce však čelila komplikacím s místní samosprávou i v obci Strupčice. Ty souvisely také se souběžně probíhající akcí organizace Greenpeace, jejíž aktivisté několik dní před začátkem klimakempu obsadili rypadlo v lomu Vršany. Během Klimakempu část účastníků opět zablokovala těžbu, a to v lomu Vršany, do kterého 5. září proniklo asi 140 aktivistů. Policie zajistila 105 lidí.
Již v průběhu srpna probíhala cyklojízda spojená diskuzí částečně nahrazující zkrácenou programovou část klimakempu.

### Klimakemp 2022
Po vynechání akce v roce 2021 se další klimakemp odehrál od 3. do 9. října 2022 v Ostravě, resp. v blízkosti obce Děhylov v blízkosti Ostravy. Jednalo se tak o první klimakemp, který se odehrál v Moravskoslezském kraji.
Mimo samotný program klimakempu se i tentokrát odehrála přímá akce spočívající v proniknutí do areálu koksovny Svoboda, které se odehrálo v sobotu 8. října ráno. Část protestujících v areálu zůstala až do odpoledne. 

## Kontroverze související s klimakempy v Česku

### Stížnosti na postup Policie ČR při zásahu proti Klimakempu
Několik účastníků Klimakempu či přímé akce ve velkolomu Bílina se ohradilo proti postupu Policie ČR či správních orgánů. Otazníky byly jak nad plošným legitimováním osob pohybujících se v okolí kempu, které podle stěžujících si nemělo zákonný podklad, tak i nad částmi zákroku policie, která podle několika zahraničních účastnic akce překročila své pravomoci, když větší množství lidí držela mnoho hodin v poutech v autobuse bez zajištění základních potřeb. V červnu 2018 zatím nebylo prověřování těchto kauz ukončeno. V rámci konání přímé akce do povrchového dolu spolu s aktivisty vstoupili i novináři České televize, kteří byli bez ohledu na svůj status zajištěni Policií. Následná kontroverze ohledně nejasného postavení novinářů v takovéto situaci dala v tomto případě za pravdu Policii, která argumentovala tím, že novináři nemohou ani v rámci konání veřejné služby vstupovat bez povolení na soukromý pozemek s omezeným vstupem. V květnu 2019 pak Městský soud rozhodl o neoprávněnosti plošného legitimování lidí pohybujících se v době Klimakempu v jeho okolí.

### Postup Policie ČR na Pardubicku před Klimakempem 2018
V souvislosti s konáním druhého ročníku Klimakempu se na webových stránkách obce Jankovice objevila výzva údajně rozeslaná oddělením Policie ČR v Přelouči, která vyzývala zastupitele obcí k tomu, aby komplikovali organizování této akce. V červnu 2018 se o této policejní aktivitě dozvěděla média a výzva se stala terčem kritiky kvůli neopodstatněnosti takového postupu policie i díky mnoha faktickým nepřesnostem a gramatickým chybám, které obsahovala. Vedení přeloučského oddělení se od této aktivity distancovalo, avšak následně uznalo, že výzvu zřejmě skutečně vytvořil někdo z jejích zaměstnanců a zahájilo prověřování toho, jaké bylo pozadí jejího vzniku. Klimakemp 2018 se nakonec (bez zjevné souvislosti s tlakem přeloučské policie) má konat ve zcela jiném regionu.

### Zprávy o extremismu
V souhrnných situačních zprávách o extremismu vydávaných ministerstvem vnitra se za první a druhé čtvrtletí 2017 objevil také oddíl věnující se této plánované akci, který ji zařazoval do kategorie levicového extrémismu. Proti tomuto označení a proti zařazení do zprávy se ohradili jak organizátoři akce, tak i větší množství osobností veřejného života v otevřeném dopise. Další zprávy pak již o proběhlém ani plánovaném ročníku akce nijak neinformují.

### Kritika akce
V několika lokálních periodicích se objevila kritika Klimakempů vyjadřující obavy z konání výtržností během akce a přebírající označení účastníků za levicové extremisty. Další kontroverze týkající se Klimakempu se pak průběžně odehrávaly především na sociálních sítích.
Podle Jakuba Pitrona, marketéra a bývalého politického aktivisty, vyvolávají přímé akce v očích české veřejnosti příliš negativní emoce a tím pádem nefungují. Překračování zákona podle něj k českému aktivismu nepatří.
Podle Evy Maříkové, mluvčí skupiny Sev.en Energy (ta vlastní Lom Vršany, jeden z blokovaných lomů), jsou tyto protestní akce nezodpovědné a jsou pro mladé aktivisty formou adrenalinové zábavy.